# Canthium subcapitatum
Canthium subcapitatum là một loài thực vật có hoa trong họ Thiến thảo. Loài này được (Merr.) Merr. mô tả khoa học đầu tiên năm 1928.